# Clathria microjoanna
Clathria microjoanna är en svampdjursart som först beskrevs av De Laubenfels 1930.  Clathria microjoanna ingår i släktet Clathria och familjen Microcionidae. Inga underarter finns listade i Catalogue of Life.